# Dự án chuyển nước Nam - Bắc
Dự án vận chuyển nước Nam - Bắc (tiếng Hoa: 南水北调工程; Hán-Việt: Nam thủy Bắc điều công trình)  hay còn gọi là Công trình dẫn nước “Nam thủy Bắc điều' tức là xây dựng một hệ thống kênh đào từ thượng lưu, trung lưu vầ hạ lưu Trường Giang để đưa một khối lượng nước dư thừa khổng lổ của Trường Giang về những khu vực khô hạn như Tây Bắc, Hoa Bắc ở miền Bắc để đáp ứng nhu cầu về nước trong sản xuất công nông nghiệp. một dự án cơ sở hạ tầng lớn kéo dài nhiều thập kỷ ở Cộng hòa Nhân dân Trung Hoa. Dự kiến dự án sẽ cung cấp khoảng 44,8 tỉ mét khối nước ngọt hàng năm từ sông Dương Tử (Trường Giang) ở phía Nam lên sông Hoàng Hà ở phía Bắc Trung Quốc qua vùng đất công nghiệp và khô cằn hơn bằng 3 hệ thống kênh mương:
- Tuyến phía đông qua con đường Đại Vận Hà;
- Tuyến giữa chảy từ thượng nguồn Hán Thủy (một nhánh của sông Dương Tử) đến Bắc Kinh và Thiên Tân;
- Tuyến phía tây đi từ 3 phụ lưu của sông Dương Tử gần núi Bayankala tới các tỉnh như Thanh Hải, Cam Túc, Thiểm Tây, Sơn Tây, Nội Mông và Ninh Hạ.[3]

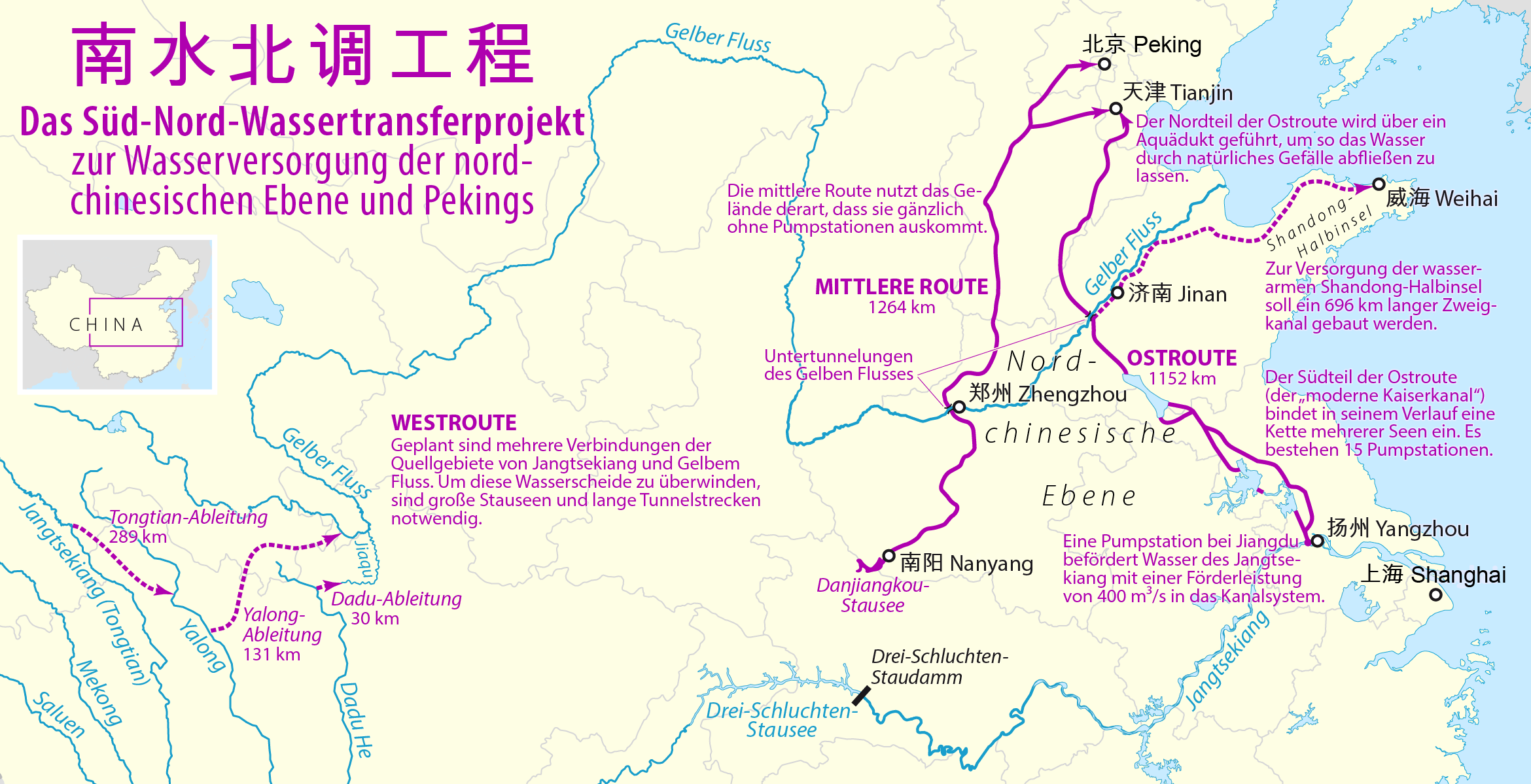

## Tiền đề
Khí hậu miền Bắc Trung Quốc thường khô hạn hơn miền Nam và sông Dương Tử có lượng nước lớn hơn sông Hoàng Hà. Do đó, dự án này có mục đích điều hòa lượng nước lúc sông Hoàng Hà vào mùa khô bằng cách đào một con kênh lớn từ miền Nam lên miền Bắc có hai điểm đầu cuối là hai con sông trên. Có 3 vị trí được đề nghị cho dự án này: vị trí thứ nhất là nối hai thượng nguồn phía tây hai con sông nơi khoảng cách giữa chúng ngắn nhất; phương án 2: đoạn trên của Hán Giang và phương án 3 là sử dụng tuyến Đại Vận Hà. Chi phí dự kiến cho dự án này khoảng 60,5 tỷ dollar Mỹ - là một trong những công trình chuyển nước tốn kém nhất thế giới và thời gian triển khai dự kiến 5 đến 10 năm.
Dự án này được điều nghiên từ những năm 90, đưa ra các dự án trong đó nước từ sông Dương Tử ở phía nam thông qua các kênh với tổng chiều dài 1.200 km dẫn đến vùng đồng bằng phía bắc Trung Quốc, đặc biệt là cung cấp nước cho Bắc Kinh.
Dự kiến đến năm 2050, có thể được chuyển giao khoảng 44,8 tỷ mét khối nước.
Cụ thể:
Công trình dẫn nước "Nam thủy Bắc điều" chia làm ba tuyến đường dẫn nước là miền Đông, miền Trung và mlền Tây.
Miền Đông: dài 1.155 km, hoàn thành vào năm 2010, sẽ cung cấp nước cho tỉnh Sơn Đông và một số khu vực phía bắc tỉnh Giang Tô. Đường thủy này sẽ nối Sơn Đông và con sông Trường Giang đế dẫn nước về đồng bằng Hoàng Hoài Hảl thông qua Đại Vận Hà.
Mlền Trung: dài 1.267 km, hoàn thành vào nảm 2030, sẽ dẫn nước từ dòng sông Hán về cho 2 tỉnh Hồ Nam, Hồ Bắc và Bắc Kinh. Đường thủy này cũng sẽ bổ sung nước cho hồ Đơn Giang Khẩu (Danjiangkou Reservoir) từ nguồn nước của nhà máy thủy điện Trường Giang Tam Hạp Đại Bá.
Mlền Tây: dài hơn 500 km, hoàn thành vào năm 2050, chịu trách nhiệm dẫn nước về khu vực Thanh Hải - Tây Tạng.